# 카렌 푸처
카렌 푸처(독일어: Karen Putzer, 1978년 9월 29일~)는 이탈리아의 전직 알파인 스키 선수이다. 올림픽에 3회 참가했으며 2002년 동계 올림픽에서 여자 슈퍼대회전 종목 동메달을 획득했다. 또한 세계 선수권 대회에서 은메달 1개, 동메달 1개를 획득했고 월드컵에서 여자 종합 준우승 1회 달성했다.